# Elvenpath
"Elvenpath" é uma canção da banda finlandesa de metal sinfônico Nightwish, que foi lançada como primeira faixa do álbum Angels Fall First em 1 de novembro de 1997 pela Spinefarm Records. A letra e música desta canção foram compostas pelo tecladista Tuomas Holopainen.
"Elvenpath" apresenta clipes de áudio do prólogo de O Senhor dos Anéis, dirigido por Ralph Bakshi. A voz que abre a música é da vocalista Tarja Turunen.

## Performances ao vivo
"Elvenpath" foi uma das poucas canções do álbum que se mantiveram nas listas de apresentações ao vivo da banda após o lançamento do álbum Wishmaster, de 2000. A canção esteve no DVD From Wishes to Eternity, de 2001 e na coletânea Highest Hopes, de 2005. Após a saída de Tarja Turunen, a canção não foi mais apresentada pelo grupo, mas Holopainen já confessou que chegou a ensaia-la com a segunda vocalista Anette Olzon, entretanto o "resultado final" não foi o esperado.
A canção voltou a ser apresentada ao vivo na turne de 20 anos do Nightwish (Decades) com a vocalista  Floor Jansen

## Créditos

### A banda
- Tuomas Holopainen – teclado, vocais
- Emppu Vuorinen – guitarra, violão, baixo
- Tarja Turunen – vocais
- Jukka Nevalainen – bateria, percussão